# Massacre allemand à la tronçonneuse
Pour plus de détails, voir Fiche technique et Distribution.
Massacre allemand à la tronçonneuse (Das Deutsche Kettensägenmassaker) est une comédie horrifique écrite et réalisée par Christoph Schlingensief, sortie en 1990.

## Synopsis
Dans les années 1990 en Allemagne, tandis que la chute du Mur de Berlin éclot sur la réunification allemande des deux Allemagnes jusqu'ici séparés, les Allemands de l'est peuvent enfin se mêler à ceux de l'ouest. Mais cette intégration n'est pas du goût de tout le monde. Certains y voient comme l'invasion d'anciens habitants de l'ex République Démocratique Allemande. 
Cette invasion pacifique plonge une famille de bouchers de la République fédérale Allemande dans une frénésie meurtrière que rien n'arrête : dans la cuisine abandonnée d'un hôtel, elle assassine ceux qui traversent l'ancien mur, soit leurs anciens ennemis les anciens citoyens de la RDA.

## Fiche technique
- Titre original : Das Deutsche Kettensägenmassaker
- Titre français : Massacre allemand à la tronçonneuse
- Réalisation et scénario : Christoph Schlingensief
- Montage : Ariane Traub
- Musique : Jacques Arr
- Photographie : Voxi Bärenklau et Christoph Schlingensief
- Société de production : DEM Film
- Sociétés de distribution : Albatros Film
- Pays d'origine :  Allemagne
- Langue originale : allemand
- Format : couleur
- Genre : comédie horrifique
- Durée : 63 minutes
- Date de sortie : 
  - Allemagne : 29 novembre 1990

## Distribution
- Karina Fallenstein : Clara
- Susanne Bredehöft : Claras Mann / Margit
- Artur Albrecht : Claras Liebhaber
- Volker Spengler : Hank
- Alfred Edel : Alfred
- Brigitte Kausch : Brigitte
- Dietrich Kuhlbrodt : Dietrich
- Reinald Schnell : Kurti
- Udo Kier : Jonny
- Irm Hermann : une douanière
- Eva-Maria Kurz : une douanière
- Ingrid Raguschke : une douanière
- Kurt Wiedemann : un douanier
- Renate Koehler : Ossa
- Sergej Gleitmann : Ossus